# Almolonga
Almolonga je v současnosti neaktivní stratovulkán, nacházející se v západní části Guatemaly, asi 10 km severovýchodně od sopky Santa María. Vulkán je tvořen převážně andezity a její vrchol je ukončen pleistocenní kalderou s průměrem 3,3 km. Kaldera je obklopena mladšími ryolitovými a dacitovými lávovými dómy, z nich nejmladší a jediný aktivní v historické době je Cerro Quemado. Přibližně před 2000 lety došlo k jeho částečnému kolapsu. Poslední erupce se odehrála v roce 1818, v současnosti se v oblasti Cerro Quemado vyskytují hydrotermální prameny.